# 聖千秋
聖千秋（日语：聖 千秋，12月23日—），日本漫畫家。東京都出身，血型為B型。

## 經歷
1981年以〈えみこさんのハッピーデー〉於《別冊瑪格麗特》出道。代表作有《イキにやろうぜイキによ》、《サークルゲーム》、《すすきのみみずく》、《スパデート》、《正義的夥伴》、《就是這樣》。《正義的夥伴》改編的真人連續劇於2008年播出。